# Buci királyfi megpróbáltatik
A Buci királyfi megpróbáltatik 1985-ben bemutatott magyar televíziós film, amelyet Vadkerty Tibor rendezett. A forgatókönyvet Hárs László és Takács Vera írta, az operatőre Molnár Miklós volt. Magyarországon 1985-ben mutatták be a televízióban.

## Szereplők
- Léner András
- Detre Annamária
- Straub Dezső
- Szerednyey Béla
- Gálvölgyi János
- Töreky Zsuzsa
- Verebély Iván
- Medgyesi Mária
- Láng József
- Szabó Ottó